# ديفوسية تربة الجانسنغ
ديفوسية تربة الجانسنغ أو ديفوسية تربة الجِنْسة (الاسم العلمي: Devosia ginsengisoli) هي نوع من البكتيريا، سلبية الغرام، تتبع جنس الديفوسية.